# Уједињено Краљевство на Европском првенству у атлетици у дворани 1970.
Уједињено Краљевство је учествовало на 1. Европском првенству у атлетици у дворани 1970. одржаном у Бечу, Аустрија, 14. и 15. марта. У првом учешћу на европским првенствима у дворани репрезентацију Уједињеног Краљевства представљало је 12 спортиста (8 м и 4 ж) који су се такмичили у 10. дисциплина (8 мушких и 5 женских).
Најуспешнији су били Ричард Вајлд и Мерилин Невил, који су поред освојених златних медаља, поставили и светске рекорде у својим дисциплинама.
Са 2 златне освојене медаље Уједињено Краљевство је у укупном пласману заузело 5. место од 14 земаља које су на овом првенству освојиле медаље, односно 24 земље учеснице.
У табели успешности (према броју и пласману такмичара који су учествовали у финалним такмичењима (првих 8 такмичара)) Уједињено Краљевство је са 6 учесника у финалу заузела 9. место са 23 бода, од 23 земље које су имале представнике у финалу. На првенству су учествовале 24 земље чланице ЕАА. Једино Турска није имала представника у финалу.
| Плас. | Земља                | 1. место | 2. место | 3. место | 4. место | 5. место | 6. место | 7. место | 8. место | Бр. финал. - Бод. |
| ----- | -------------------- | -------- | -------- | -------- | -------- | -------- | -------- | -------- | -------- | ----------------- |
| 9.    | Уједињено Краљевство | 2—16     | 0        | 0        | 0        | 0        | 1—3      | 1 —2     | 2—2      | 6—23              |

## Учесници
| Мушкарци: - Колин Кембел — 800 м - Валтер Вилкинсон — 1.500 м - Ричард Вајлд — 3.000 м - Alan Pascoe — 60 м препоне - Давид Вилсон — Скок увис - Микел Бул — Скок мотком - Алан Лервил — Скок удаљ - Тони Вадхамс — Троскок | Жене: - Мерилин Невил — 400 м - Роземари Стирлинг — 800 м - Мери Питерс — 60 м препоне, Бацање кугле - Ан Вилсон — Скок удаљ |  |

## Освајачи медаља
- Злато

1. Ричард Вајлд — 3.000 м

2. Мерилин Невил — 400 м

## Резултати

### Мушкарци
| Атлетичар        | Дисциплина   | Лични рекорд | Квалификације | Квалификације | Полуфинале | Полуфинале | Финале               | Финале  | Детаљи |
| Атлетичар        | Дисциплина   | Лични рекорд | Резултат      | Место         | Резултат   | Место      | Резултат             | Место   | Детаљи |
| ---------------- | ------------ | ------------ | ------------- | ------------- | ---------- | ---------- | -------------------- | ------- | ------ |
| Колин Кембел     | 800 м        |              | 1:51,7        | 1 у гр. 2 КВ  |            |            | 1:52,0               | 6./ 12  |        |
| Валтер Вилкинсон | 1.500 м      |              | 3:55,4        | 7 у гр. 2     |            |            | Није се квалификовао | 14./ 14 |        |
| Ричард Вајлд     | 3.000 м      |              | 8:01,4        | 1 у гр. 1 КВ  |            |            | 7:46,85 СРд          |         |        |
| Alan Pascoe      | 60 м препоне |              | 8,4           | 4 у гр. 1 КВ  | 8,2        | 5 у пф 2.  | Није се квалификовао | 11./16  |        |
| Давид Вилсон     | скок увис    |              |               |               |            |            | 2,00                 | 14./18  |        |
| Микел Бул        | скок мотком  |              |               |               |            |            | 5,00                 | 7./12   |        |
| Алан Лервил      | скок удаљ    |              |               |               |            |            | 7,64                 | 10,/19  |        |
| Тони Вадхамс     | троскок      |              |               |               |            |            | 15,67                | 11./11  |        |

### Жене
| Атлетичарка       | Дисциплина   | Лични рекорд | Квалификације | Квалификације | Полуфинале | Полуфинале | Финале                | Финале  | Детаљи |
| Атлетичарка       | Дисциплина   | Лични рекорд | Резултат      | Место         | Резултат   | Место      | Резултат              | Место   | Детаљи |
| ----------------- | ------------ | ------------ | ------------- | ------------- | ---------- | ---------- | --------------------- | ------- | ------ |
| Мерилин Невил     | 400 м        |              | 55,2          | 1 у гр. 2 КВ  |            |            | 53,0 СРд              |         |        |
| Роземари Стирлинг | 800 м        |              | 2:16,8        | 5. у гр. 2    |            |            | Није се квалификовала | 10./ 11 |        |
| Мери Питерс       | 60 м препоне |              | 8,5           | 2 у гр. 1 КВ  | 8,7        | 4. у пф 1  | Није се квалификовала | 7./ 14  |        |
| Ан Вилсон         | скок удаљ    |              |               |               |            |            | 6,33                  | 8./ 17  |        |
| Мери Питерс*      | бацање кугле |              |               |               |            |            | 15,70                 | 8./9    |        |

- Тачка уз име такмичарке означава де је учествовала у више дисциплина.